# Фёгероль-Бюлли
Фёгеро́ль-Бюлли́ (фр. Feuguerolles-Bully) — коммуна во Франции, находится в регионе Нижняя Нормандия. Департамент коммуны — Кальвадос. Входит в состав кантона Эвреси. Округ коммуны — Кан.
Код INSEE коммуны — 14266.

## Население
Население коммуны на 2010 год составляло 1357 человек.
| 1962 | 1968 | 1975 | 1982 | 1990 | 1999 | 2010 |
| ---- | ---- | ---- | ---- | ---- | ---- | ---- |
| 580  | 566  | 612  | 904  | 1105 | 1125 | 1357 |

## Экономика
В 2010 году среди 898 человек трудоспособного возраста (15—64 лет) 688 были экономически активными, 210 — неактивными (показатель активности — 76,6 %, в 1999 году было 67,1 %). Из 688 активных жителей работали 645 человек (327 мужчин и 318 женщин), безработных были 43 (18 мужчин и 25 женщин). Среди 210 неактивных 88 человек были учениками или студентами, 79 — пенсионерами, 43 были неактивными по другим причинам.